# Lize Spit
Lize Spit (Lier, 1988) es una escritora belga.

## Biografía
Estudió en el Real Instituto de Teatro, Cine y Sonido (RITCS) de Bélgica, donde recibió su título de máster en escritura de guiones. En 2013, ganó el premio Write Now!. Asimismo, recibió el premio De Bronzen Uil en 2006 por su primera novela, Het smelt. Su creciente popularidad propició que en 2017 se uniera a la lista de columnistas de la revista De Morgen.